# NCTD Sprinter

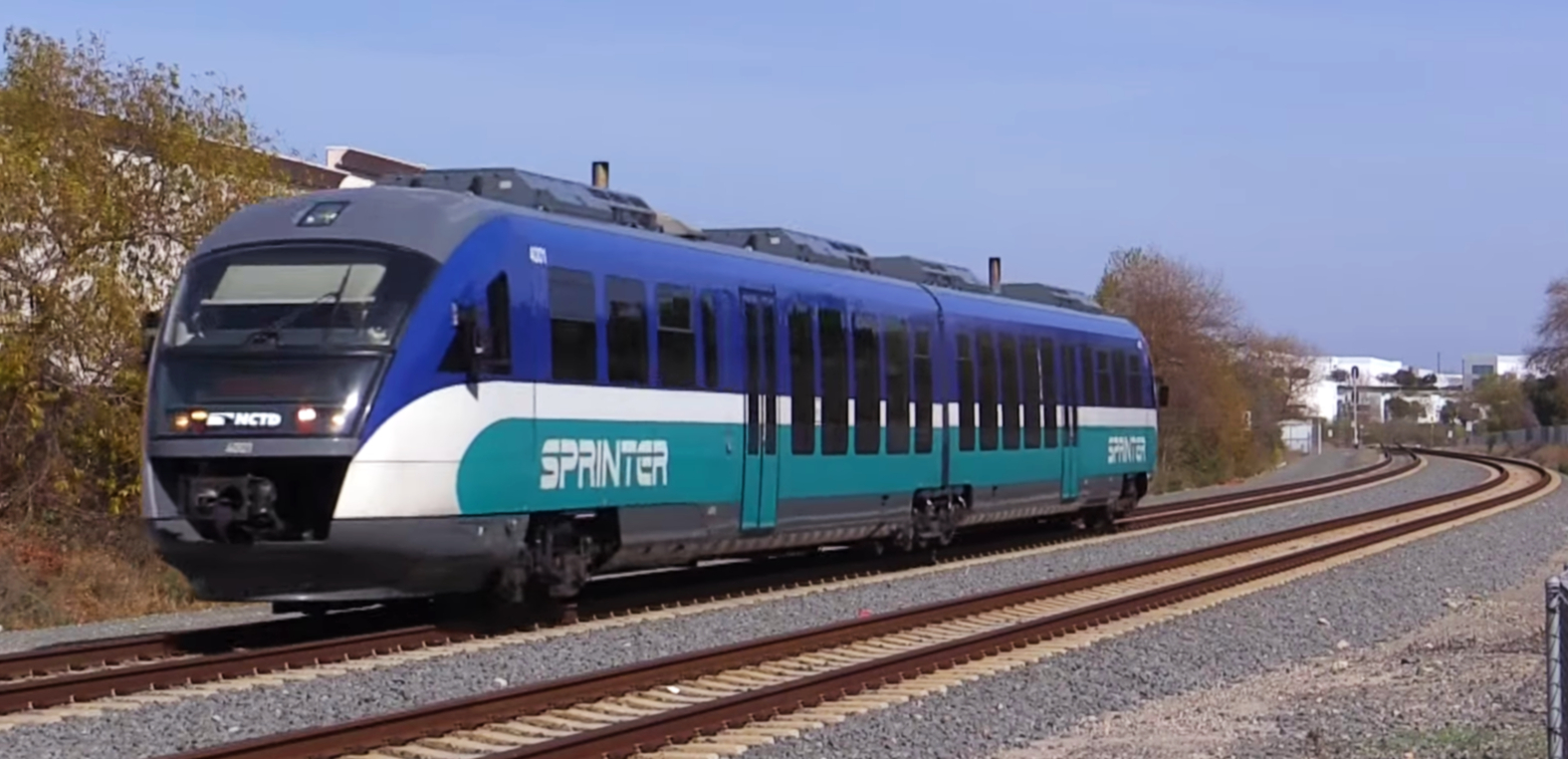
Sprinter auf der Fahrt nach Oceanside

Der Sprinter (Eigenschreibweise SPRINTER) ist eine US-amerikanische Hybrid-Rail-Linie im San Diego County in Kalifornien. Sie führt auf 35 Kilometern Länge von Oceanside nach Escondido und hat 15 Stationen.
Der Sprinter wird von North County Transit District (NCTD) betrieben. NCTD ist unter anderem für die Coaster-Vorortzüge und einige Buslinien zuständig. Am Bahnhof Oceanside Transit Center kann zum Coaster, zum Metrolink aus Los Angeles und zu den Pacific-Surfliner-Zügen von Amtrak umgestiegen werden.

Bahnnetz der Region

## Betrieb
An jedem Wochentag gibt es zeitweise einen Halbstundentakt in beide Richtungen, außerhalb dieser Zeiten wird tagsüber in der Regel im Stundentakt gefahren. An Arbeitstagen ist der Halbstundentakt ungefähr von vier Uhr bis 21 Uhr vorhanden.
Samstags, sonntags und in den Ferien wird der Halbstundentakt deutlich kürzer gefahren.

## Stationen
| Ort        | Station                  | Umstiegsmöglichkeiten |
| ---------- | ------------------------ | --- |
| Oceanside  | Oceanside Transit Center | Amtrak: Pacific Surfliner Metrolink: Orange County Line, Inland Empire–Orange County Line North County Transit District (NCTD): COASTER Bus |
| Oceanside  | Coast Highway            | |
| Oceanside  | Crouch Street            | Bus |
| Oceanside  | El Camino Real           | Bus |
| Oceanside  | Rancho Del Oro           | Bus |
| Oceanside  | College Boulevard        | Bus |
| Oceanside  | Melrose Drive            | Bus |
| Vista      | Vista Transit Center     | Bus |
| Vista      | Civic Center–Vista       | |
| Vista      | Buena Creek              | Bus |
| San Marcos | Palomar College          | Bus |
| San Marcos | San Marcos Civic Center  | Bus |
| San Marcos | Cal State San Marcos     | Bus |
| Escondido  | Nordahl Road             | Bus |
| Escondido  | Escondido Transit Center | Bus |

## Fahrzeuge

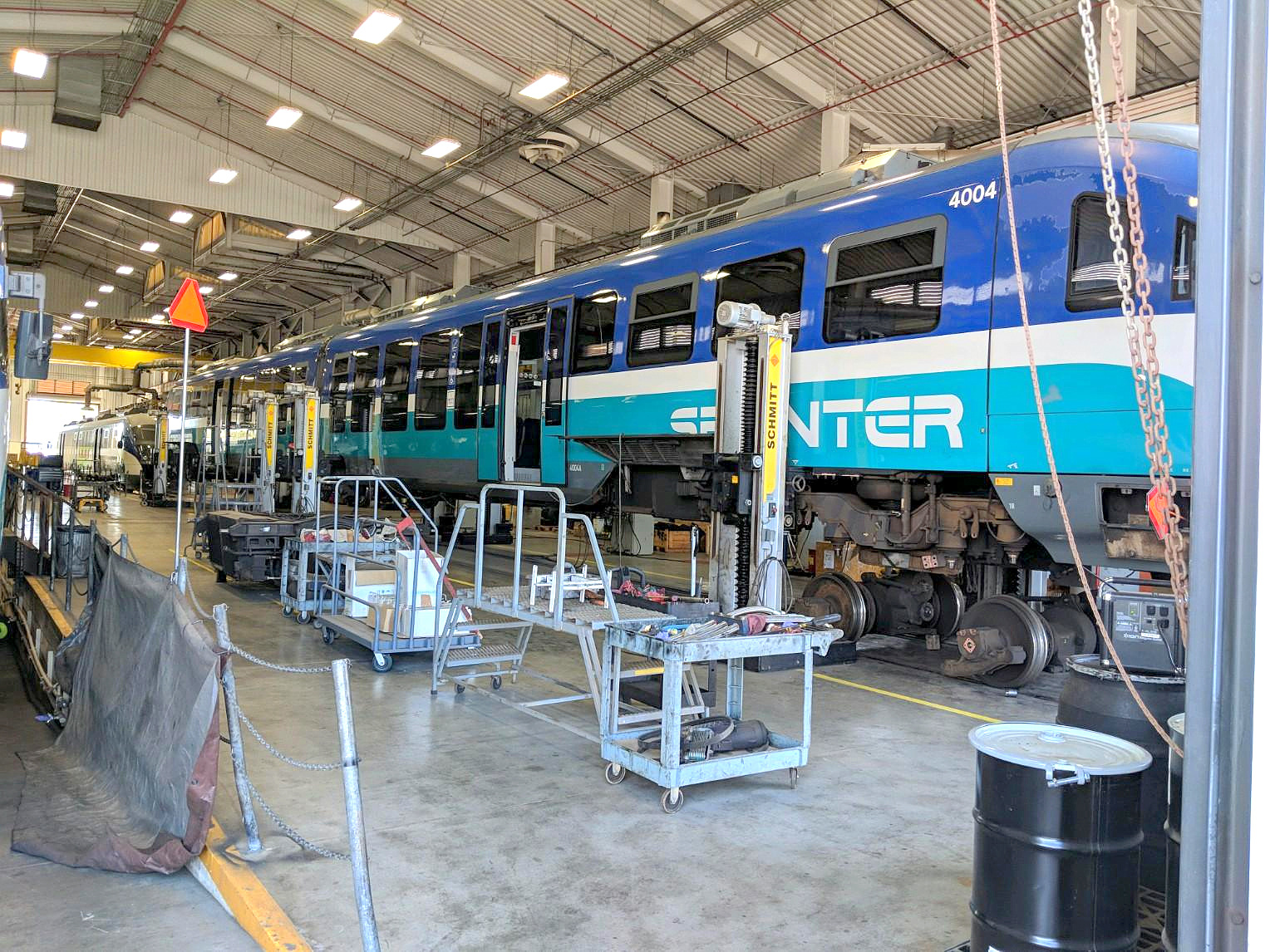
Desiro in der Werkstatt in Escondido

Es werden zwölf Dieseltriebzüge des Typs Desiro Classic von Siemens Mobility eingesetzt.

## Zukunftspläne
Der Takt des Sprinter soll auf einen Zwanzigminutentakt verdichtet werden, wofür weitere Streckenabschnitte zweigleisig ausgebaut werden müssten. Zudem ist eine Expressverbindung, die an nur fünf Bahnhöfen hält, angedacht.